# ال‌جی ک‌اس۲۰
ال‌جی ک‌اس۲۰ (به انگلیسی: LG KS20)، یک‌نمونه از گوشی‌های تلفن همراه سری اروپا جی‌اس‌ام (به انگلیسی: Europe GSM (KS)) شرکت ال‌جی الکترونیکس می‌باشد که توسط همین شرکت به بازار عرضه شده‌است. 